# Museo y Arboreto Carlo Siemoni
Ver también el Arboreto Siemoni, un pequeño arboreto dentro de los  Arboreti di Vallombrosa.

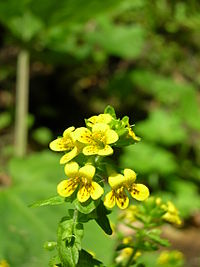
Tozzia Alpina en el Parco nazionale delle Foreste Casentinesi.

El Museo y Arboreto Carlo Siemoni (en italiano: Museo e Arboreto Carlo Siemoni) es un museo y arboreto en los alrededores de Poppi, Italia. 

## Localización
Se ubica en el Parco nazionale delle Foreste Casentinesi, Monte Falterona e Campigna
Museo e Arboreto Carlo Siemoni, Badia Prataglia, Poppi, Provincia de Arezzo, Toscana, Italia.43°43′0″N 11°46′0″E / 43.71667, 11.76667

## Historia
El arboreto fue establecido en 1846 por Karl Simon (Carlo Siemoni) bajo la administración de Leopold II, Gran  Duque de Toscana, y el museo actual ocupa la antigua villa del duque.

## Colecciones
Actualmente el arboreto alberga una buena colección deárboles tanto nativos como foráneos, incluyendo las especies siguientes :
- Gymnospermae
  - Cupressaceae - Calocedrus decurrens, Chamaecyparis lawsoniana, Cupressus arizonica, Juniperus virginiana, Thuja plicata, Thuja occidentalis, Thuja orientalis
  - Ginkgoaceae - Ginkgo biloba
  - Pinaceae - Abies alba, Abies cephalonica, Abies nebrodensis, Abies pinsapo, Cedrus atlantica, Cedrus deodara, Cedrus libani, Picea excelsa, Picea smithiana, Pinus leucodermis, Pinus nigra, Pinus strobus, Pinus wallichiana, Pseudotsuga menziesii
  - Taxaceae - Taxus baccata
  - Taxodiaceae - Cryptomeria japonica, Sequoia sempervirens, Sequoiadendron giganteum

- Angiospermae
  - Aceraceae - Acer campestre, Acer lobelii, Acer opalus, Acer pseudoplatanus, Acer platanoides
  - Aquifoliaceae - Ilex aquifolium
  - Araliaceae - Hedera helix
  - Beulaceae - Alnus glutinosa, Alnus incana, Betula pendula
  - Bignoniaceae - Catalpa bignonioides
  - Buxaceae - Buxus sempervirens
  - Caprifoliaceae - Sambucus nigra, Viburnum lantana, Viburnum tinus
  - Celastraceae - Euonymus europaeus, Euonymus latifolius
  - Cornaceae - Cornus mas, Cornus sanguinea
  - Corylaceae - Corylus avellana, Carpinus betulus, Ostrya carpinifolia
  - Ericaceae - Arbutus unedo
  - Facaceae - Castanea sativa, Fagus sylvatica, Quercus borealis, Quercus cerris, Quercus petraea, Quercus pubescens, Quercus robur
  - Hamamelidaceae - Liquidambar styraciflua
  - Hippocastanaceae - Aesculus hippocastanum
  - Juglandaceae - Juglans regia, Juglans nigra
  - Leguminsosae - Gleditschia triacanthos, Laburnum alpinum, Laburnum anagyroides, Robinia pseudoacacia
  - Magnoliaceae - Liriodendron tulipifera
  - Meliaceae - Melia azedarach
  - Malvaceae - Hibiscus syriacus
  - Oleaceae - Fraxinus excelsior, Fraxinus ornus, Syringa vulgaris
  - Platanaceae - Platanus acerifolia, Platanus orientalis
  - Rosaceae - Chaenomeles japonica, Eriobotrya japonica, Malus domestica, Mespilus germanica, Prunus avium, Prunus cerasifera, Prunus communis, Prunus spinosa, Sorbus aria, Sorbus domestica, Sorbus torminalis
  - Rutaceae - Zanthoxylum simulans
  - Salicaceae - Populus tremula, Populus alba, Salix alba, Salix caprea, Salix matsudana, Salix purpurea, Salix viminalis
  - Saxifragaceae - Philadelphus coronarius
  - Tiliaceae - Tilia platyphyllos
  - Ulmaceae - Celtis australis, Ulmus minor, Ulmus glabra, Ulmus laevis